# Colniza
Colniza es un municipio del estado brasileño de Mato Grosso.

## Historia
Los pueblos originarios de la región fueron conocidos en el pasado como "cintas largas". Entre ellos se encontraban indígenas de lenguas tupi, como los araras del Aripuanã, los kawahiva y los piripkura que aun viven aislados en selvas del territorio del municipio.

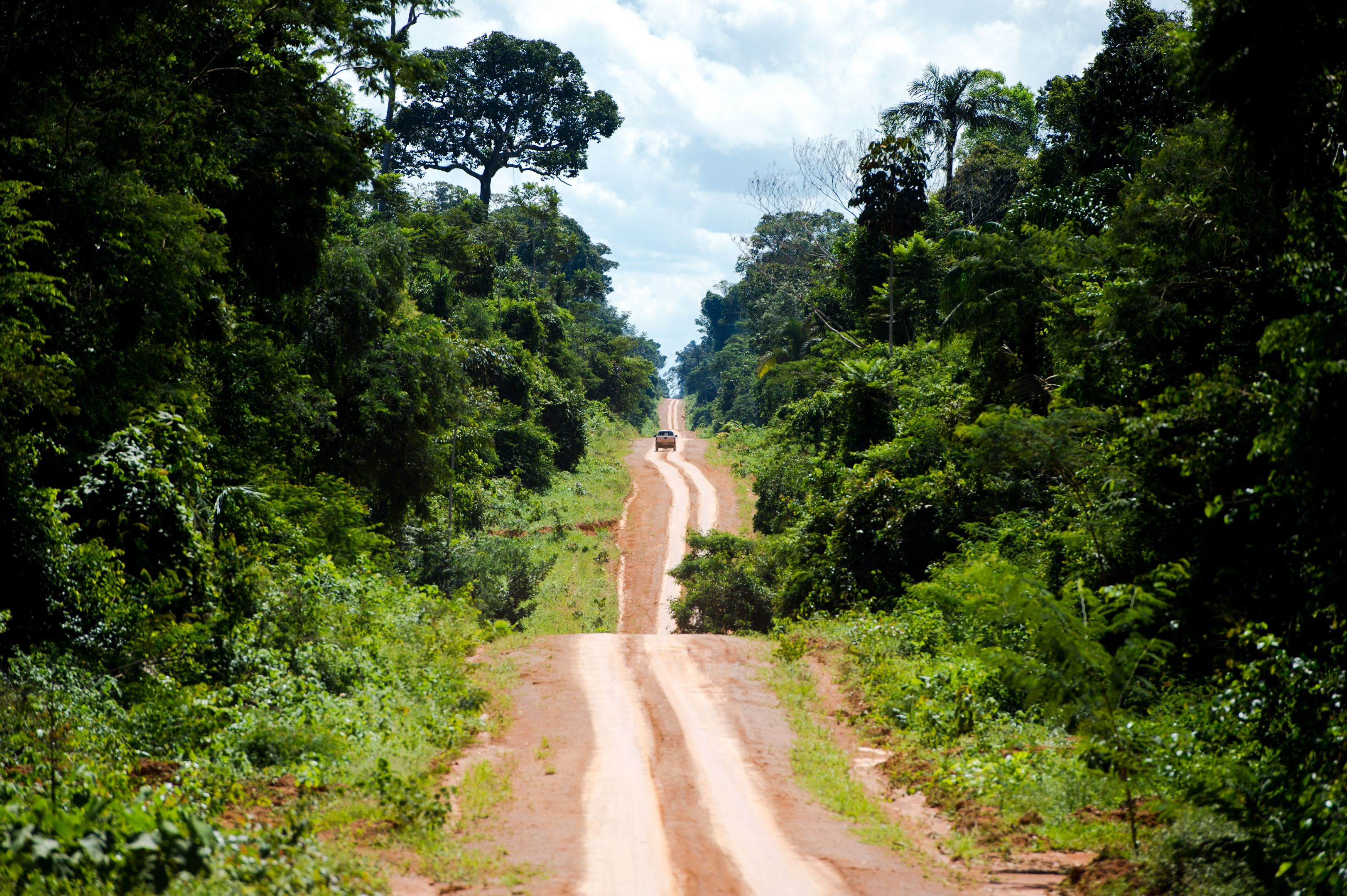
Carretera en Colniza que lleva al distrito de Guariba y marca el límite de la Tierra Indígena Kawahiva del Río Pardo.

Los primeros colonos que habitaron la región eran siringueros u ribeiriños denominados "beiradeiros" que vivían en las orillas del rio Roosevelt. También marcan la historia de la colonización regional los madereros y los garimpeiros, mineros que buscaban y explotaban el oro. Los enfrentamientos entre indígenas, siringueros, madereros y mineros determinaron episodios de violencia por más de 50 años.
Colniza hizo parte del proyecto de colonización de la Amazonia en la década de 1980. El gobierno militar contrató la ejecución de los Proyectos de Asentamientos con la empresa "Colniza Colonização Com. e Ind. Ltda", cuyo nombre lleva ahora el municipio. En 1986 comenzó la apertura de las primeras carreteras, y calles en medio de la selva. En las primeras casas vivieron los funcionarios de la empresa y sus familias. Tras la construcción de vías rurales se estableció el Proyecto de Asentamiento "Perseverança Pacutinga"".
Un papel económico muy importante en los años 1990 tuvo la explotación del de oro en Garimpo do Moriru, Garimpo do Natalzinho y Garimpo do Santo Onofre o Natal, pero el agotamiento de esta actividad obligó a muchos habitantes a buscar otras fuentes de sustento, especialmente como madereros o agricultores. Colniza llegó a aparecerse a una ciudad fantasma y solamente 23 familias se quedaron en el casco urbano, la mayoría empleados de la hacienda Kojima.
El Proyecto "Perseverança Pacutinga" ofrecía desde su creación tierras baratas accesibles. El gobierno federal y la empresa colonizadora lanzaron una campaña para llevar allí sin-tierra de Rio Grande do Sul y las familias que acordaron participar fueron transportadas por el ejército en 1991 y asentadas en sus nuevas tierras. La mayoría de los asentados retornó asus lugares de origen debido a las epidemias de  malaria y otras enfermedades. A partir de 1994 se registró un nuevo flujo de inmigración proveniente de Rondônia y muchas familias ocuparon las tierras baldías y también algunas haciendas que no eran cultivadas, obligando al gobierno a organizar asentamientos formales. Actualmente Colniza está en segundo lugar en mato Grosso en cuanto a número de asentamientos rurales agrarios reconocidos. Durante una década, el territorio fue un distrito del municipio de Aripuanã. El 3 de octubre de 1998 un plebiscito aprobó la separación del municipio de Colinza, que fue ordenada por la Ley Estadual nº 7.604 del 26 de noviembre de 1998.
Actualmente Colniza tiene la mayor tasa de homicidios en Brasil con 165 muertes por año por cada 100 mil habitantes. El 20 de abril de 2017 encapuchados armado llegaron al asentamiento de Taquaruçu do Norte, a 150 km de la cabecera municipal, y mataron a al menos 9 campesinos.

## Protección del ambiente
El municipio de Colniza cuenta con un mosaico de unidades de conservación compuestas por la Estación Ecológica Río Madeirinha, la Estación Ecológica Río Roosevelt, el Parque Estatal Tucumã y la Reserva Extractiva Guariba-Roosevelt. El monitoreo por satélite mostró que Colniza tuvo el mayor nivel de deforestación en Mato Grosso en los seis años de 2010 a 2016, con 78.556 hectáreas de bosque derribado, la mayoría de ellas ilegalmente. Las tasas de deforestación aumentaron sucesivamente en 2013, 2014 y 2015.
La Estación Ecológica Rio Madeirinha es una unidad ambiental de 13.683 hectáreas, totalmente proteg,ida creada en 1997. La Estación Ecológica de Río Roosevelt, de 96.925 hectáreas  es una unidad de conservación estrictamente protegida creada en 1997. La Reserva Extractivista de Guariba-Roosevelt, de 164.224 hectáreas (405.810 acres), es una unidad de uso sostenible creada en 1996. En el municipio también están 3.641 hectáreas del parque nacional Campos Amazónicos, una área protegida de 961.318 hectáreas, creada en 2006, que protege un inusual enclave de vegetación de cerrado en medio de la selva amazónica. También están el 44% de las 227.817 hectáreas del Parque Estatal Igarapés do Juruena, creado en 2002.

## Tierras indígenas
En el municipio están también parte de los territorios indígenas conocidos como Tierra Indígena Arara do Rio Branco, de 114.842 hectáreas (regularizada); Tierra Indígena Kawahiva del Río Pardo de 411.844 hectáreas (declarada); y Tierra Indígena Piripkura con 242.500 hectáreas (protegida).